# Макс Медоус (Вирџинија)
Макс Медоус (енгл. Max Meadows) насељено је место без административног статуса у америчкој савезној држави Вирџинија.

## Демографија
По попису из 2010. године број становника је 562, што је 50 (9,8%) становника више него 2000. године.
| Група             | 2000.       | 2010.       |
| Белци             | 476 (93,0%) | 534 (95,0%) |
| Афроамериканци    | 20 (3,9%)   | 19 (3,4%)   |
| Азијати           | 2 (0,4%)    | 2 (0,4%)    |
| Хиспаноамериканци | 8 (1,6%)    | 4 (0,7%)    |
| Укупно            | 512         | 562         |